# Meskea dyspteraria
Meskea dyspteraria är en fjärilsart som beskrevs av Augustus Radcliffe Grote 1877. Meskea dyspteraria ingår i släktet Meskea och familjen Thyrididae. Inga underarter finns listade i Catalogue of Life.